# Zelotes bassari
Zelotes bassari este o specie de păianjeni din genul Zelotes, familia Gnaphosidae, descrisă de Fitzpatrick în anul 2007.
Este endemică în Togo. Conform Catalogue of Life specia Zelotes bassari nu are subspecii cunoscute.